# Christiane Herzog (judo)
Pour les articles homonymes, voir Herzog.
Cet article concerne une judokate française. Pour la Première dame allemande, voir Christiane Herzog.
Christiane Herzog est une judokate française.
Triple championne de France en moins de 52 kg (en 1974, 1976 et 1978), elle est sacrée championne d'Europe en 1975 et médaillée de bronze aux Championnats d'Europe féminins de judo 1978.